# Marco Júlio Géssio Marciano
Marco Júlio Géssio Marciano (em latim: Marcus Julius Gessius Marcianus; século II — 218) foi um sírio que viveu nos séculos II e III.
Marciano casou com Júlia Ávita Mameia, sua segunda mulher. Julia era a segunda filha de Júlia Mesa e do nobre sírio Júlio Ávito. Sua tia materna foi Júlia Domna; seu tio materno foi Septímio Severo; seus primos maternos foram os imperadores romanos Caracala e Geta, e foi tia materna do imperador romano Heliogábalo.
Júlia Ávita Mameia teve com Marciano dois filhos, Teóclia (pouco se sabe sobre ela) e Marco Júlio Géssio Bassiano Alexiano, conhecido como o imperador Alexandre Severo (r. 222–235).